# Marco Apicella
Marco Apicella (Bologna, 7 oktober 1965) is een Italiaans autocoureur. Hij startte één keer in een Formule 1-wedstrijd en had misschien wel de kortste Formule 1-carrière aller tijden.
Vanuit de karts ging Apicella in een keer naar de Formule 3 in 1984, en drie jaar later volgde de overstap naar de Formule 3000. Ook testte hij toen een Minardi F1-auto. Eind jaren tachtig behoorde Apicella tot de toppers in de F3000, maar in tegenstelling tot concurrenten als Jean Alesi, Éric Bernard en Eric van de Poele wist hij geen plekje te veroveren in de Formule 1.
Na nieuwe F1-tests voor Minardi en Modena vertrok Apicella naar Japan om zijn carrière een nieuwe impuls te geven. In de Japanse Formule 3000 bleek hij competitief en behaalde enkele zeges. In 1993 kreeg hij alsnog een echte kans in de Formule 1. Thierry Boutsen was na een teleurstellende periode bij Jordan na de Grand Prix Formule 1 van België per direct gestopt en teambaas Eddie Jordan gaf Apicella de kans zich te laten zien bij diens thuiswedstrijd op Monza. Hij kreeg een contract voor één wedstrijd.
Bij testen vooraf zag het er veelbelovend uit, maar in de kwalificatie viel Apicella toch wat tegen met een 23e plaats. In de race werd hij bij de start geraakt door JJ Lehto en in de eerste bocht was zijn wedstrijd al voorbij met een kapotte achterwielophanging. Aangezien Apicella hierna weer verplichtingen had in Japan, nam Eddie Jordan andere coureurs in dienst en was zijn Formule 1-carrière na één bocht alweer voorbij.
In Japan behaalde Apicella daarna de nodige successen en even leek er zelfs een nieuwe kans in de Formule 1 te komen, hij testte een F1-prototype voor DOME, maar dat team kwam nooit van de grond.